# Bundesstraße 478
Die Bundesstraße 478 (Abkürzung: B 478) ist eine deutsche Bundesstraße in Nordrhein-Westfalen nordöstlich von Bonn. Sie verläuft von Hennef (Sieg) bei Bonn bis nach Waldbröl, wo sie auf die B 256 trifft.

## Verlauf
Die B 478 beginnt am Kreisverkehr kurz hinter der Anschlussstelle Hennef (Sieg)-Ost und verläuft von dort nordöstlich, überquert die Sieg bei Allner und führt nach Bröl. Hinter Bröl zweigt die K 17 in Richtung Winterscheid ab. Kurz darauf wird das Granini-Werk Bröl passiert, ehe die Bundesstraße dem Verlauf des Baches Bröl folgt. Kurz vor der Ortseinfahrt von Ingersau wird auf der rechten Seite der Ort Winterscheiderbröl passiert. In Ingersau zweigt die  Bundesstraße 507 Richtung Neunkirchen-Seelscheid ab. In Ingersau führt die Strecke am ehemaligen Bahnhof vorbei.
Die Bundesstraße folgt weiter dem Tal, an Burg Herrnstein vorbei nach Bröleck, in dem Willms Fleisch ansässig ist. Hiernach wird Schönenberg durchquert, vorbei an Ahe geht es durch Ruppichteroth. Dort wird in einem Kreisverkehr an die L 312 angeschlossen, in Schönhausen wird die L 320 angebunden. In Benroth wird ein weiterer ehemaliger Bahnhof der Brölbahn passiert, ehe die B 478 nach Querung der Ortschaften Berkenroth, Ziegenhardt und Rossenbach in Waldbröl in die Bundesstraße 256 übergeht.

## Geschichte/Weiteres
Die Bundesstraße 478 wurde  Mitte der 1960er Jahre eingerichtet, um die Verbindung von Bonn ins Bergische Land zu verbessern. Das Stück von der ehemaligen Bundesstraße 8 bis zur Bundesautobahn 560 wurde ihr zugunsten zu einer Landesstraße umgewidmet.
Bis 1953/54 verlief entlang des Straßenverlaufes der B 478 der nordöstliche Teil der ehemaligen Bröltalbahn. Direkt nach Beendigung des Bahnverkehrs wurden die Schienen komplett abgebaut.